# A Man's a Man for A' That

Is There for Honest Poverty, ou aussi A Man’s a Man for A’ That (Un homme est un homme quel qu'il soit), est un chant égalitariste composé en 1795 par Robert Burns.

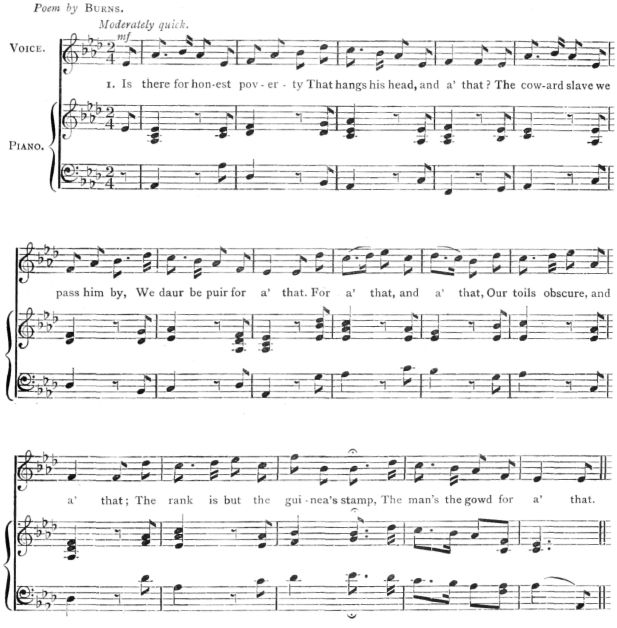
Partition du chant

Burns l'a envoyé à l'éditeur George Thompson d'Édimbourg en 1795. D'après le The Robert Burns Songbook, l'air était celui de Lady Macintosh's Reel, de Reels, publié en 1759 par Robert Bremner. Burns avait déjà utilisé l'air dans des compositions précédentes : Tho' Women's Minds et I am a Bard of no regard. Cependant, à cause de la sensibilité politique des écrits de Burns, l'éditeur George Thomson attendit 1805, soit dix années après la mort de Burns, avant d'oser publier la chanson dans le recueil Select Collection of Original Scottish Airs.
Ce chant a été choisi à l'unanimité de tous les partis pour la séance inaugurale du parlement écossais, le 12 mai 1999. Chantées par Sheena Wellington (en), les paroles de Robert Burns provoquèrent une profonde émotion dans l'auditoire et il devient l'hymne officieux du mouvement indépendantiste écossais.
Il a été aussi interprété lors des funérailles de Donald Dewar, premier à occuper le poste de Premier ministre d'Écosse après la dévolution des pouvoirs en 1999. Il est également connu dans ses traductions dans d'autres langues européennes, notamment la traduction allemande de Ferdinand Freiligrath (Trotz alledem (de)), publiée en 1844 et puis, en 1848, dans le sillage de la Révolution de mars.

## Texte
« 

Is there for honest Poverty

That hings his head, an' a' that;

The coward slave-we pass him by,

We dare be poor for a' that!

For a' that, an' a' that.

Our toils obscure an' a' that,

The rank is but the guinea's stamp,

The Man's the gowd for a' that.

What though on hamely fare we dine,

Wear hoddin grey, an' a that;

Gie fools their silks, and knaves their wine;

A Man's a Man for a' that:

For a' that, and a' that,

Their tinsel show, an' a' that;

The honest man, tho' e'er sae poor,

Is king o' men for a' that.

Ye see yon birkie, ca'd a lord,

Wha struts, an' stares, an' a' that;

Tho' hundreds worship at his word,

He's but a coof for a' that:

For a' that, an' a' that,

His ribband, star, an' a' that:

The man o' independent mind

He looks an' laughs at a' that.

A prince can mak a belted knight,

A marquis, duke, an' a' that;

But an honest man's abon his might,

Gude faith, he maunna fa' that!

For a' that, an' a' that,

Their dignities an' a' that;

The pith o' sense, an' pride o' worth,

Are higher rank than a' that.

Then let us pray that come it may,

(As come it will for a' that,)

That Sense and Worth, o'er a' the earth,

Shall bear the gree, an' a' that.

For a' that, an' a' that,

It's coming yet for a' that,

That Man to Man, the world o'er,

Shall brothers be for a' that. »
« Est-ce à l'honnête pauvreté 

À pencher la tête, etc.? 

Le lâche esclave, nous le laissons de côté, 

Nous osons être pauvres après tout. 

Après tout, après tout, 

Malgré nos travaux obscurs, etc., 

Le rang n'est que l'empreinte de la guinée, 

L'homme en est l'or, après tout. 

Qu'importe que notre chère à dîner soit grossière, 

Que nous portions de la bure grise, etc.? 

Donnez aux sots leur soie, et aux vauriens leur vin, 

Un homme est un homme après tout, 

Après tout, après tout, 

Malgré l'éclat de leur clinquant, etc., 

L'honnête homme, si pauvre qu'il soit, 

Est le roi des hommes après tout. 

Vous voyez ce jeune gaillard, que l'on nomme lord, 

Qui se prélasse, et regarde fixement, etc.; 

Quoique des centaines de gens se prosternent devant sa parole, 

Ce n'est qu'un sot après tout; 

Après tout, après tout, 

Malgré son ruban, son étoile, etc., 

L'homme à l'esprit indépendant 

Voit tout cela et rit de tout. 

Un roi peut faire un chevalier à ceinturon, 

Un marquis, un duc, etc.; 

Mais un honnête homme dépasse son pouvoir, 

En bonne foi, il n'y saurait parvenir! 

Après tout, après tout, 

Malgré leurs dignités, etc., 

La force du bon sens et la fierté du mérite 

Sont des rangs plus hauts que tout. 

Prions donc qu'il advienne, 

Comme il adviendra après tout, 

Que le bon sens et le mérite, par toute la terre, 

Aient le dessus, etc.! 

Après tout, après tout, 

Il est encore à venir après tout, 

Que l'homme pour l'homme, dans le monde, 

Soit un frère après tout!  »